# Chlum (Zlín)
Chlum je malá vesnice, část okresního města Zlín. Nachází se asi 4,5 km na západ od Zlína. Je zde evidováno 46 adres. Trvale zde žije 93 obyvatel.
Chlum leží v katastrálním území Lhotka u Zlína o výměře 4,63 km2.
Lokalita proslula výstavbou ekologických nízkoenergetických domů, většinou zapuštěných do svahu.
Chlum je obsluhován linkou 52 zlínské MHD, která zde má točnu. V pracovní dny sem zajíždí 12 spojů, o víkendech a svátcích 6 spojů denně.